# Kiril Georgiev (šahist)
Kiril Dimitrov Georgiev (bug. Кирил Димитров Георгиев) (Petrič, 28. studenoga 1965.), bugarski šahovski velemajstor. Velemajstor od 1985. godine.
Pozornost svjetske šahovske javnosti privukao je 1983. kad je postao svjetski juniorski prvak uz neuobičajeno visoki postotak osvojenih bodova, 11 i pol od 13. To mu je automatski dalo status međunarodnog majstora. Dvije godine zatim FIDE mu je dodijelila naslov velemajstora.
Šesterostruki prvak Bugarske:  1984. (dioba), 1986., 1989. te još tri puta. Višestruki bugarski reprezentativac na šahovskim Olimpijama, gdje je bio prva ili druga ploča. Jednom je nastupao za Makedoniju, 2002. godine, što je bilo za vrijeme dok je privremeno boravio u toj zemlji.
Sudionik šahovskih olimpijada 1984., 1986., 1988., 1990., 1992. (sve 1. ploča), 1994., 1996., 1998., 2000. (sve 2. ploča), 2002. (1. ploča, za Makedoniju), 2004., 2006. (1. ploča, za Bugarsku), 2008., 2010. (sve 3. ploča) i 2012. (2. ploča). Sudionik europskih momčadskih prvenstava 1983. (1. pričuvna ploča, 3. ukupno po učinku od svih šahista), 1989. (4. ukupno po učinku) i 1992. (sve 1. ploča), 1999. (2. ploča, najbolji po učinku od svih šahista), 2003. (1. ploča, za Makedoniju, 3. uk. po učinku od svih šahista), 2005. (1. ploča, za Bugarsku), 2007. (3. ploča) te 2011. (4. ploča.).
FIDE rejting mu je 2627, a u brzopoteznim kategorijama "rapid" 2663 i 2645 u kategoriji "blitz" siječnja 2017. godine. Siječnja 2017. treći je najbolje rangirani bugarski igrač.
Premda rastuća zvijezda, nikad nije postao supervelemajstor, što je kad šahist stekne 2700 i više bodova po Elo rankingu. Najviši rejting u standardnom šahu bio mu je srpnja 2001. godine, 2695 bodova.

## Vanjske poveznice
- (engl.) Profil i partije  Arhivirana inačica izvorne stranice od 22. lipnja 2013. (Wayback Machine) na Chess-DB.com
- (engl.) Profil i partije na Chessgames.com
- (engl.) Profil na Internet Chess Clubu
- (engl.) WorldCat
- (engl.) VIAF